# 阿尔善特
阿尔善特（又称拉木善特）是位于中国内蒙古自治区锡林郭勒盟东乌珠穆沁旗满都胡宝拉格镇东北的一个湖泊。其位置约为东经118°26′,北纬46°27′。湖面海拔860米，面积约4.6平方公里，是咸水湖。阿尔善特来自蒙古语，是有温泉的地方的意思。